# Mobilaro
Mobilaro (eigene Schreibweise: mobilaro) ist ein deutsches Online-Magazin rund um die moderne und nachhaltige Mobilität. Anfang 2012 ging die Website online. Die Website wird inhaltlich und technisch von der tisoomi GmbH betreut. Die neuesten Inhalte stammen aus dem Jahr 2015. 

## Profil
Die Schwerpunktthemen sind Carsharing, Bikesharing und alternative Antriebe, aber auch andere Bereiche der nachhaltigen Mobilität wie Fahrrad, Umwelttaxi, Mitfahrgelegenheit oder Fernbus werden behandelt.
Mobilaro enthält Nachrichten, Reportagen, Analysen, Interviews und ein Branchenverzeichnis. 
Diverse Print- und Onlinemedien haben bereits auf mobilaro hingewiesen.

## 2013
Seit Juni 2013 gibt es den Community-Bereich auf der Website. Dort können die Leser selber Blogbeiträge verfassen und sich im Forum untereinander austauschen. Ziel ist es, dadurch einen Treffpunkt für alle nachhaltig bewussten Menschen in Deutschland zu schaffen.